# 14. (slovenska) divizija (NOVJ)
14. (slovenska) divizija je bila partizanska divizija, ki je delovala v sklopu NOV in POJ v Jugoslaviji med drugo svetovno vojno.
Ustanovljena je bila 13. julija 1943 in bila 3. novembra 1951 preimenovana v 14. proletarsko divizijo JLA.

## Zgodovina
Divizija je bila ustanovljena 13. julija 1943. Ob ustanovitvi je divizija imela pet brigad, skupno okrog 2.000 borcev.

## Sestava
Julij 1943
- Tomšičeva brigada
- Šercerjeva brigada
- Gradnikova brigada
- Prešernova brigada
- Bračičeva brigada

## Poveljstvo
Poveljniki
- Mirko Bračič

Politični komisarji
- Jože Brilej
- Matevž Hace